# 김윤식 (무술가)
김윤식(1943년 ~ )은 대한민국 국적의, 합기도와 태권도 사범이다. 1943년 일제강점기 경성부 에서 태어났다. 그는 합기도와 태권도 (태권도 9단 ) 사범이자 범무관 합기도의 창시자이다.